# Moneda Liberty Head
La moneda Liberty Head, llamada a veces en inglés “V nickel” por el diseño de su reverso (o cruz), fue una moneda de cinco centavos estadounidense.  Se acuñó para que circulara desde 1883 hasta 1912, y se acuñaron subrepticiamente al menos cinco monedas con fecha de 1913.
Los cinco centavos originales de cuproníquel, la moneda Shield, habían tenido problemas de producción durante mucho tiempo y a principios de los 1880, la Casa de Moneda de los Estados Unidos pensaba en sustituirlos. Se ordenó al Grabador Jefe de la Casa de la Moneda, Charles Barber, que preparase los diseños para las monedas de uno, dos y cinco centavos propuestas, que llevarían diseños similares. Solamente se aprobó la nueva moneda de cinco centavos y en 1883 se empezó a producir. Durante casi treinta años, se produjeron grandes cantidades de monedas con este diseño para satisfacer la demanda comercial, sobre todo porque las máquinas que funcionan con monedas se volvieron cada vez más populares.
A partir de 1911, la Casa de Moneda comenzó a trabajar para sustituir el diseño de la Liberty Head y uno nuevo, conocido como la moneda Buffalo, empezó a producirse en febrero de 1913. Sin embargo, aunque no se acuñó oficialmente ninguna moneda Liberty Head en 1913, se sabe que existen cinco con estas características. Y aunque no sabe cómo se originaron tales monedas, estas han llegado a estar entre las más caras del mundo, una de ellas vendida en 2010 por 3.737.500$.

## Origen
El industrial Joseph Wharton, interesado en la minería y en la producción del níquel, influyó en la decisión de utilizar este metal en la acuñación a mediados de los 1860, lo que llevó a la introducción de la moneda Shield en 1866.
Esta presentó dificultades durante su vida: el intrincado diseño hacía que las monedas no acuñaran bien. La modificación que se le hizo al diseño no pudo resolver los problemas técnicos y la Casa de Moneda consideró sustituir el diseño ya en 1867. No obstante, se siguió produciendo la Shield.  Con la producción de monedas de cinco centavos de cuproníquel quedándose atrás a finales de los 1870 y con la producción de los tres centavos de cuproníquel casi moribunda, Wharton trató de aumentar sus ventas de níquel a la Casa de Moneda. Aunque sólo se acuñaban unas pocas monedas de cuproníquel, el centavo de bronce representaba una porción mayor de la producción de la Casa de Moneda y Wharton comenzó a presionar para que la moneda se acuñara en cuproníquel.
En 1881, este cabildeo llevó al Director de la Casa de Moneda, Archibald Loudon Snowden, a encargar al Grabador Jefe, Charles Barber, que produjera diseños uniformes para una nueva moneda de cinco y de tres centavos.  Snowden informó a Barber de que en el anverso (o cara) de los diseños propuestos figuraría la clásica cabeza de la Libertad con la leyenda “Liberty” y la fecha. En el reverso (o cruz) figuraría una corona de trigo, algodón y maíz alrededor de un número romano que designaría la denominación de la moneda, es decir, los cinco centavos llevarían el número “V”.  La propuesta para el centavo disminuía el tamaño de este a 16 milímetros (0,63 pulgadas) y el peso a 1.5 gramos (0,053 onzas); las modificaciones de la moneda de tres centavos disminuían el tamaño a 19 milímetros (0,75 pulgadas) y el peso a 3 gramos (0,11 onzas). Los cinco centavos mantendrían su peso de 5 gramos (0,18 onzas), pero su diámetro disminuiría a 22 milímetros (0,87 onzas).
Barber produjo debidamente los diseños requeridos. Se realizó un número considerable de pruebas de acuñación.  El diseño de Barber para la moneda de cinco centavos mostró un aspecto similar al que finalmente se aprobó por el anverso con "United States of America" (“Estados Unidos de América”) y la fecha. En el reverso, aparece la requerida corona que rodea la "V" y no otras letras. Un año más tarde, un patrón de diseño modificado agregó las palabras "In God We Trust" (“En Dios confiamos”) en el reverso.  Snowden decidió que los centavos y las monedas de tres centavos propuestos serían demasiado pequeños para uso público; pero Barber continuó trabajando en la moneda de cinco centavos con el tamaño ajustado a 21,21 milímetros (0,835 plg).  Barber reelaboró el diseño en 1882 añadiendo "E Pluribus Unum" en el reverso. Una variante que fue acuñada como un patrón, pero no fue aprobado, fue una moneda de cinco muescas igualmente espaciadas en el borde de la moneda. Esta "Blind Man's nickel"("Moneda de cinco centavos del hombre ciego") llamó la atención a la solicitud del congresista y exmiembro de la Unión General William S. Rosecrans, quien afirmó que muchos de sus compañeros habían sido cegados por el combate o por la enfermedad durante la Guerra de Secesión.
A finales de ese año, el diseño de Barber de 1882 fue aprobado por las autoridades de la Casa de Moneda y 25 muestras fueron enviadas a Washington para la aprobación de rutina por el Secretario del Tesoro de los Estados Unidos Carlos J. Folger. Para sorpresa de Snowden, Folger rechazó el diseño. El secretario, en la revisión de los estatutos de la moneda, se había dado cuenta de que las leyes requerían que "United States of America" ("Estados Unidos de América") apareciera en el reverso, no en el anverso. Folger lo consultó a continuación con el presidente Chester Arthur, quien confirmó su opinión. Snowden sugirió que debía hacerse una excepción, pero Folger se negó y Barber modificó su diseño en consecuencia. El diseño revisado fue aprobado y la moneda estaba lista para su acuñación a principios de 1883.

## Puesta en circulación

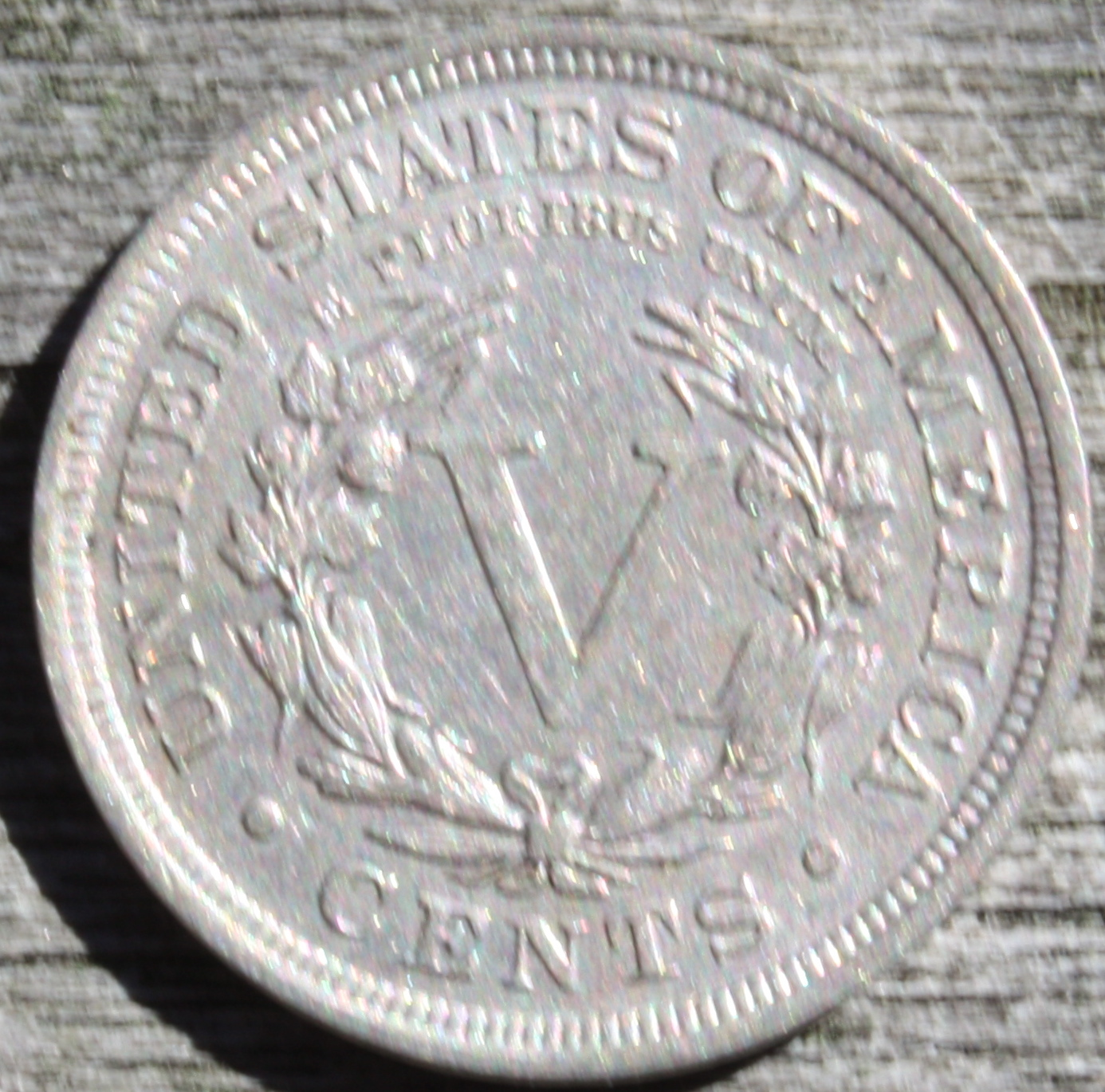
La palabra "CENTS" fue introducida en el reverso de la moneda Liberty Head a mediados de 1883.

La producción de las nuevas monedas comenzó el 30 de enero de 1883 y la Casa de la Moneda colocó las primeras piezas en circulación el 1 de febrero.  Snowden, preocupado por los informes de la especulación de las monedas Shield de 1883, recibió el permiso el 6 de febrero de continuar produciendo monedas Shield durante varios meses junto con las nuevas.
No se consideró necesario inscribir la palabra "cents" (centavos) en la moneda; las monedas de tres centavos de plata y de cuproníquel habían circulado por años con solo un número romano para indicar la denominación.  Pronto,  los emprendedores defraudadores se dieron cuenta de que la moneda de cinco centavos nueva era similar en el diámetro a la moneda de oro de cinco dólares y si la nueva moneda estaba chapada en oro, podría pasar por cinco dólares. Pronto lo hicieron y tuvieron éxito en colarla.  Los estafadores recubrieron los bordes de las monedas con caña para que se parecieran más a las monedas de oro.  Un cuento conocido es que uno de los autores de este fraude era un hombre llamado Josh Tatum, que entraba en una tienda, elegía un artículo que costaba cinco centavos o menos, pagaba con la moneda bañada en oro y muchos empleados le daban el cambio de 4,95 dólares. Según el relato, la ley no tenía ningún recurso contra Tatum, ya que él había aceptado simplemente el cambio como un regalo y no podía haber falsificado el valor de la moneda ya que era sordomudo.
El recubrimiento con plata de las monedas de cinco centavos causó consternación en la Casa de la Moneda y llevó la producción de las Liberty Head a una parada repentina. Le dijeron a Barber que modificara su diseño, cosa que hizo cambiando otros elementos del diseño para incorporar la palabra “cents” en la parte inferior del reverso del mismo. La moneda de cinco centavos revisada se emitió el 24 de junio de 1883, fecha en la que finalmente se paró la producción del escudo de la moneda. El público respondió acumulando las monedas de cinco centavos sin el término "cents", incitados por informes en los que el Departamento del Tesoro pensaba retirarlas y que llegarían a ser poco comunes.

## Producción
Después de considerables acuñaciones de la moneda de cinco centavos en 1883 y 1884, en 1885 y 1886 la producción fue mucho más escasa. Fue debido a la recesión económica, que redujo la demanda. La producción de 1886 también fue presionada por la decisión del Tesoro de volver a emitir un gran número de monedas sin valor. No fue hasta septiembre de 1886 cuando la Casa de la Moneda reanudó la producción total.  En 1887, sin embargo, esta se vio desbordada por los pedidos, fundiendo grandes cantidades de monedas antiguas de cuproníquel para satisfacer la demanda. A pesar de estos esfuerzos, se vio obligada a devolver algunos pedidos que no se habían podido cubrir.  La demanda se mantuvo fuerte hasta 1894, cuando temporalmente la Casa de la Moneda suspendió la producción, ya que había acumulado un superávit durante el Pánico de 1893.
La Ley de acuñación de 1890 retiró una serie de unidades obsoletas, incluyendo la pieza de tres centavos. Otra ley del Congreso, también promulgada el 26 de septiembre de 1890, requirió que los diseños de monedas no se cambiaran hasta que hubiesen estado en uso 25 años, a menos que el Congreso autorizara el cambio.  Sin embargo, el segundo acto legislativo indicó que nada en la ley anterior podía evitar el rediseño de la pieza actual de cinco centavos y el dólar de plata, "tan pronto como sea posible tras la aprobación de esta ley".  En 1896 y por primera vez desde 1885 se acuñaron cinco modelos, usando de prueba monedas agujereadas. Las 1.896 piezas, que contaban con un escudo sencillo con flechas cruzadas detrás, en respuesta a una resolución de la Cámara de Representantes solicitando al Secretario del Tesoro que les informara sobre las ventajas e inconvenientes del uso de aleaciones de diferentes monedas.  El modelo de moneda Liberty Head no sería acuñado de nuevo hasta 1909.

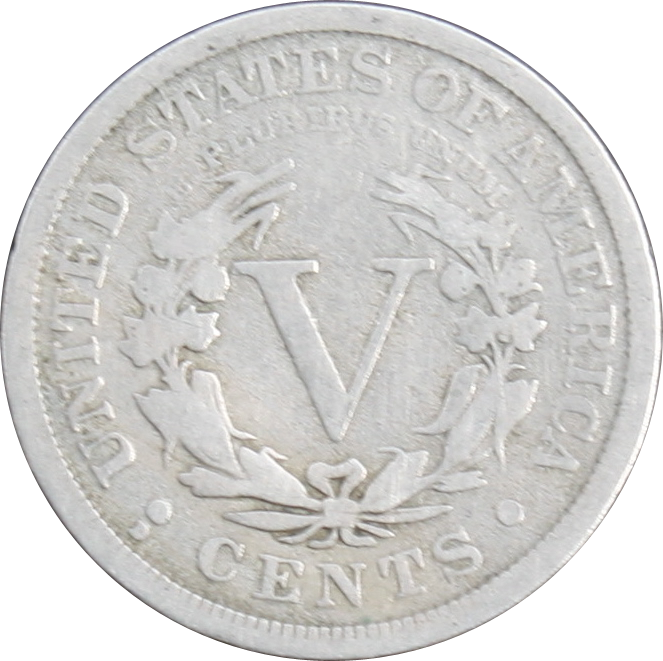
Moneda de cinco centavos 1912-D, la marca D de la Fábrica de la moneda es por Denver y se encuentra en la parte inferior izquierda, cerca del punto.

El cambio de siglo experimentó una demanda sin precedentes de monedas de cinco centavos, debido a una economía en auge y al uso de las Liberty Head en máquinas que funcionan con monedas. En 1900, el director de la Casa de la Moneda, George E. Roberts, pidió al Congreso la concesión de un crédito mayor a la misma para comprar los metales comunes, permitiendo una mayor producción de monedas Libery Head y centavos.  Ese mismo año, el diseño fue ligeramente modificado, alargando algunas de las hojas del reverso. Este cambio se produjo con la introducción de una nueva pieza maestra, desde la cual se hicieron las acuñaciones de los troqueles.  La demanda se mantuvo fuerte; en marzo de 1911, el Numismático mensual de Mehl informó que la Casa de la Moneda estaba trabajando veinticuatro horas al día para producir centavos y monedas Liberty Head y, aun así, no pudo satisfacer la demanda.
En sus informes anuales, los Directores de la Casa de Moneda de los Estados Unidos reclamaban desde hacía tiempo la autorización para acuñar centavos y monedas de cinco centavos en las sedes de la Casa de la Moneda, actividad prohibida por el Congreso. El 24 de abril de 1906, se eliminó esta restricción, aunque las primeras monedas fabricadas con metales comunes, los centavos, no se acuñaron hasta 1908 en San Francisco y 1911 en Denver. En 1912, las monedas de cinco centavos se produjeron por primera vez en ambas sedes de la Casa de la Moneda. La moneda de cinco centavos 1912-S (por San Francisco) no se acuñó hasta Nochebuena y tan sólo se puso en circulación durante cuatro días laborables. El antiguo alcalde de la Casa de Moneda de San Francisco, James D. Phelan, empleó una moneda 1912-S (una de las primeras 40 acuñadas) para pagar el primer billete del primer tranvía de la ciudad el 28 de diciembre de 1912. Excepto la moneda de cinco centavos de 1913, la 1912-S, de la que tan sólo se acuñaron 238.000, es con diferencia la más rara de la serie.

## Reemplazo
En 1909 se consideró la idea de reemplazar la Liberty Head por un nuevo diseño. En un intento de modernizar la moneda, el centavo y las piezas de oro se rediseñaron. Se contrataron artistas renombrados ajenos a la Casa de la Moneda para que proporcionasen los diseños de las nuevas monedas, para descontento de Barber. El Director de la Casa de la Moneda Frank A. Leach era un admirador del trabajo de Barber y le había encomendado la tarea de preparar diseños que se acuñasen como modelo. Ante la petición de Leach, Barber preparó un diseño que mostraba la cabeza de George Washington. Los periódicos comunicaban que podrían emitirse monedas nuevas a finales de 1909. Sin embargo, en julio de 1909 Leach dimitió, aparcando el asunto por un tiempo.
El 4 de mayo de 1911, Eames MacVeagh, hijo del Secretario del Tesoro Franklin MacVeagh, le escribió a su padre:
Una pequeña cuestión que parece que todos vosotros habéis pasado por alto es la oportunidad de embellecer el diseño del nickel o moneda de cinco centavos durante tu administración. Me parece que sería un recuerdo permanente de lo más atractivo. Seguramente seas consciente de que es la única moneda cuyo diseño puedes modificar durante tu administración, ya que creo que hay una ley a tal efecto que impide que se modifiquen los diseños con más frecuencia que una vez cada 25 años. Diría, además, que podría ser la moneda con el mayor número de ejemplares en circulación.
Poco después, el Vicesecretario del Tesoro Abram Andrew anunció que la Casa de la Moneda solicitaría nuevos diseños. El conocido escultor James Earle Fraser se puso en contacto con oficiales del Tesoro, a los que impresionó con sus propuestas. Finalmente, el director de la Casa de la Moneda, Roberts, le pidió a Fraser un diseño en el que figurase el busto de Lincoln, que él produjo, fundamentalmente para complacer a Roberts. Fraser también desarrolló un diseño en el que figuraba un nativo americano en el anverso, con un bisonte americano en el reverso. El 13 de enero de 1912 MacVeagh dio la aprobación preliminar a este diseño, que pasaría a conocerse como la moneda Buffalo. A finales de junio, Fraser terminó el modelo del diseño final. Hobbs Manufacturing Company, que es un fabricante de máquinas expendedoras, fue la encargada de proporcionar las especificaciones de la nueva moneda de cinco centavos y, a partir de una reunión con Fraser a principios de noviembre, expresó que era probable que las nuevas monedas atascaran sus máquinas.
A petición de la empresa, Fraser preparó una versión revisada, pero el Secretario MacVeagh la rechazó debido a que los cambios ponían en peligro el diseño, el cual admiraba profundamente.
El 13 de diciembre de 1912, Roberts avisó a los miembros de la Casa de Moneda de los Estados Unidos de que no tomasen ninguna acción en los preparativos de la acuñación de la moneda de cinco centavos 1913 hasta que los nuevos diseños estuviesen preparados. El mismo día, Roberts finalizó la producción de la moneda Liberty Head en la Casa de Moneda de Filadelfia. Se realizó un pequeño cambio en el diseño de la Buffalo en un intento de satisfacer a Hobbs Company, que inmediatamente proporcionó una larga lista de cambios que quería realizar en la moneda. El 15 de febrero de 1913, a menos de tres semanas de que tuviese que dejar el cargo a la llegada de la administración de Wilson, McVeagh escribió a Roberts, informándole de que ningún otro fabricante de máquinas tragaperras o expendedoras se había quejado del nuevo diseño. El Secretario concluyó que se había hecho todo lo posible para satisfacer a Hobbs Company y ordenó que se iniciase la producción de la nueva moneda de cinco centavos.

## 1971

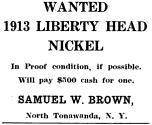
Anuncio publicado por Brown en The Numismatist en diciembre de 1919

En diciembre de 1919, llegó la primera información de que una Liberty Head de 1913 podría haber sido acuñada cuando el coleccionista de monedas, Samuel W. Brown, puso anuncios en publicaciones numismáticas, ofreciendo cualquiera de estas monedas para su compra. En agosto de 1920, Brown expuso dicha moneda en la convención anual de la Asociación Americana de Numismática (AAN). Allí desveló que se había preparado un troquel maestro para la moneda Liberty Head de 1913, además de que se había sacado unas pocas tiradas para probarlo. Cuando se produjo, Brown tenía cinco de estas monedas, las cuales vendió finalmente. Tras pasar quince años en las manos del excéntrico coronel Edward Howland Robinson Green, el coleccionista más famoso en la zona de Fort Worth (Texas), las monedas acabaron dispersándose en 1943. Desde entonces, han tenido varios propietarios cada una. Actualmente, una de ellas se encuentra en exposición en el Instituto Smithsoniano de Washington y otra en el Museo del Dinero de la AAN en Colorado Springs, mientras que las otras tres están en manos de propietarios privados. La venta más reciente de una Liberty Head de 1913 fue en enero de 2010 por 3.737.500$.
Se desconoce cómo llegaron a fabricarse estas monedas. Los registros de la Casa de la Moneda no muestran la producción de ésta y, además, no se autorizó la producción de ninguna. Se prepararon los troqueles con antelación y se enviaron a California para la acuñación de la Liberty Head 1913-S, pero inmediatamente después de que Roberts diese la orden de pararla, se ordenó que fuesen enviadas de vuelta a Philadelphia. Se recibieron alrededor del 23 de diciembre y no se sabe con certeza si fueron destruidas a principios de enero. Brown fue empleado de la Casa de la Moneda de Philadelphia (aunque no se supiese hasta 1968) y muchas teorías le apuntan como sospechoso.

## Emisiones
| Año              | Grabado de la Casa de la Moneda | Número de monedas |
| ---------------- | ------------------------------- | ----------------- |
| 1883 sin "CENTS" |                                 | 5.479.519         |
| 1883 con "CENTS" |                                 | 16.032.983        |
| 1884             |                                 | 11.273.942        |
| 1885             |                                 | 1.476.490         |
| 1886             |                                 | 3.330.290         |
| 1887             |                                 | 15.263.652        |
| 1888             |                                 | 10.720.483        |
| 1889             |                                 | 15.881.361        |
| 1890             |                                 | 16.259.272        |
| 1891             |                                 | 16.834.350        |
| 1892             |                                 | 11.699.642        |
| 1893             |                                 | 13.370.195        |
| 1894             |                                 | 5.413.132         |
| 1895             |                                 | 9.979.884         |
| 1896             |                                 | 8.842.920         |
| 1897             |                                 | 20.428.735        |
| 1898             |                                 | 12.532.087        |
| 1899             |                                 | 26.029.031        |
| 1900             |                                 | 27.255.995        |
| 1901             |                                 | 26.480.213        |
| 1902             |                                 | 31.489.579        |
| 1903             |                                 | 28.006.725        |
| 1904             |                                 | 21.404.984        |
| 1905             |                                 | 29.827.276        |
| 1906             |                                 | 38.613.725        |
| 1907             |                                 | 39.214.800        |
| 1908             |                                 | 22.686.177        |
| 1909             |                                 | 11.590.526        |
| 1910             |                                 | 30.169.353        |
| 1911             |                                 | 39.559.372        |
| 1912             |                                 | 26.236.714        |
| 1912             | D                               | 8.474.000         |
| 1912             | S                               | 238.000           |
| 1913             |                                 | 5 conocidas       |

1943